# Paul Terrio

Bischofswappen von Paul Terrio

Paul Terrio (* 4. Mai 1943 in Montréal) ist ein kanadischer Geistlicher und emeritierter römisch-katholischer Bischof von Saint Paul in Alberta.

## Leben
Paul Terrio empfing am 23. Mai 1970 die Priesterweihe für das Montréal. Er wurde 2001 in den Klerus des Erzbistums Edmonton inkardiniert.
Papst Benedikt XVI. ernannte ihn am 18. Oktober 2012 zum Bischof von Saint Paul in Alberta. Die Bischofsweihe spendete ihm der Erzbischof von Edmonton, Richard William Smith, am 12. Dezember desselben Jahres; Mitkonsekratoren waren Gregory Bittman, Weihbischof in Edmonton, und Joseph Luc André Bouchard, Bischof von Trois-Rivières.
Papst Franziskus nahm am 15. September 2022 seinen altersbedingten Rücktritt an.